# Akira Toriyama - Scuola di manga
Akira Toriyama - Scuola di manga (鳥山明のヘタッピマンガ研究所?, Toriyama Akira no hetappi manga kenkyūjo) è un'opera del mangaka Akira Toriyama, in collaborazione con Akira Sakuma, edita da Shūeisha nel 1982 e pubblicata in Italia da Star Comics nel 2003.
Le singole lezioni di cui l'opera è composta sono state pubblicate tra l'ottobre 1982 e il marzo 1984, fino ad essere raccolte in tankōbon nel maggio 1985.
Scuola di manga è un piccolo manuale destinato a coloro che vogliono apprendere l'arte del manga, fornendo facili consigli su come rendere una storia fruibile e divertente. Gli insegnamenti sono spesso intramezzati da sketch e vignette, oltre che iterazioni con altri lettori che hanno inviato le proprie missive.